# Rik Verbrugghe
Rik Verbrugghe (Tienen, 23 luglio 1974) è un dirigente sportivo ed ex ciclista su strada belga.
Professionista dal 1996 al 2008, ottenne tre vittorie di tappa al Giro d'Italia e una al Tour de France, vincendo anche una Freccia Vallone e un titolo nazionale a cronometro. Dopo il ritiro è divenuto direttore sportivo per formazioni professionistiche. Anche il fratello Ief Verbrugghe è stato per quattro anni ciclista professionista.

## Carriera
Specialista delle prove a cronometro, passa professionista nel 1996 con la Lotto-Isoglass, formazione belga. Nel 2000 vince il titolo nazionale a cronometro e prende parte ai Giochi olimpici di Sydney e ai campionati del mondo di Plouay. Nel 2001, il suo anno migliore, vince una tappa al Tour de France, il prologo del Giro d'Italia (vestendo per quattro giorni la maglia rosa) e la Freccia Vallone, beffando Ivan Basso. Nel 2002 vince nuovamente una frazione al Giro d'Italia, concludendo la corsa al nono posto.
Dal 2003 al 2004 non ottiene successi, e nel 2005 si trasferisce alla Quick Step-Innergetic aggiudicandosi il Gran Premio di Lugano e il prologo del neonato Eneco Tour. Dal 2006 al 2008 gareggia per la squadra francese Cofidis, vincendo ancora una tappa al Giro nel 2006 dopo una lunga fuga. Conclude la carriera agonistica al termine del 2008.
Nel 2009 assume il ruolo di direttore sportivo alla Quick Step, affiancando Patrick Lefevere. Dal 2010 al 2012 è quindi nello staff tecnico del team statunitense BMC Racing diretto da John Lelangue, e dal 2013 al 2014 in quello della squadra giovanile BMC Development Team. Nel 2015 passa alla formazione svizzera IAM Cycling, rimanendovi fino alla dismissione della stessa, avvenuta alla fine del 2016; dal 2018 al 2019 è ds al team Bahrain-Merida, e dal 2019 al 2020 selezionatore per la Nazionale belga di ciclismo. Dal 2022 al settembre 2024 è quindi direttore sportivo all'Israel-Premier Tech.

## Palmarès
- 1993 (dilettanti)

5ª tappa Tour de Namur (Doische > Falisolle)
Classifica generale Tour de Namur
- 1994 (dilettanti)

7ª tappa Tour de la Région Wallonne (Leuze > Estaimpuis)
- 1995 (dilettanti)

Circuit du Hainaut
- 1997

2ª tappa, 1ª semitappa Tour de la Région Wallonne (Vise-Wezet > Amay)
2ª tappa, 2ª semitappa Tour de la Région Wallonne (Amay > Amay, cronometro)
- 2000

Campionati belgi, Prova a cronometro
- 2001

1ª tappa Critérium International (Charleville-Mézières > Charleville-Mézières)
3ª tappa Critérium International (Charleville-Mézières, cronometro)
Classifica generale Critérium International
Freccia Vallone
Prologo Giro d'Italia (Montesilvano > Pescara, cronometro)
15ª tappa Tour de France (Pau > Lavaur)
- 2002

7ª tappa Giro d'Italia (Circuito della Versilia)
Prologo Tour de Romandie (Ginevra, cronometro)
- 2005

Gran Premio di Lugano
Prologo Eneco Tour (Malines, cronometro)
- 2006

7ª tappa Giro d'Italia (Cesena > Saltara)

### Altri successi
- 1997

Classifica scalatori Tour de la Région Wallonne
- 1998

Classifica giovani Critérium du Dauphiné Libéré
- 2001

Classifica a punti Critérium International
Profonde van Maastricht
Nacht van Peer

## Piazzamenti

### Grandi Giri
- Giro d'Italia

2001: non partito (19ª tappa)
2002: 9º
2003: non partito (4ª tappa)
2006: non partito (16ª tappa)
2008: ritirato (11ª tappa)
- Tour de France

1998: 69º
1999: 71º
2000: ritirato (14ª tappa)
2001: 112º
2002: non partito (6ª tappa)
2003: ritirato (14ª tappa)
2004: 43º
2006: ritirato (14ª tappa)
2007: non partito (17ª tappa)
- Vuelta a España

1999: ritirato (4ª tappa)
2005: 80º

### Classiche monumento
- Milano-Sanremo

2000: 53º
2003: 112º
- Giro delle Fiandre

2006: 26º
2008: 31º
- Liegi-Bastogne-Liegi

1997: 36º
1998: 60º
1999: 32º
2000: 28º
2001: 33º
2002: 25º
2003: 79º
2004: 86º

### Competizioni mondiali
- Campionati del mondo

Verona 1999 - Cronometro Elite: 23º
Plouay 2000 - In linea Elite: 99º
Plouay 2000 - Cronometro Elite: 13º
- Giochi olimpici

Sydney 2000 - In linea: 71º

## Riconoscimenti
- Kristallen Fiets nel 2001